# Lars Calmfors
Lars Calmfors (ur. 12 lipca 1948 w Sztokholmie) – szwedzki ekonomista, profesor międzynarodowych stosunków gospodarczych (MSG) na Uniwersytecie w Sztokholmie, w latach 1995–1996 przewodniczący rządowej komisji ds. Unii Gospodarczej i Walutowej (tzw. Komisja Calmforsa), w latach 2007–2011 prezydent szwedzkiej Rady Polityki Fiskalnej (szw. finanspolitiska rådet).

## Życiorys
Po odbyciu służby wojskowej (1967–1968) rozpoczął studia ekonomiczne na Uniwersytecie w Sztokholmie. W 1970 uzyskał licencjat (B.A.) a rok później magisterium w Stockholm School of Economics, gdzie w 1978 obronił pracę doktorską (Prices, Wages and Employment in the Open Economy). 
W latach 1974–1987 pracował naukowo w instytucie międzynarodowych stosunków gospodarczych na sztokholmskim uniwersytecie. W 1983 został wykładowcą w Stockholm School of Economics, gdzie w 1987 uzyskał profesurę. Od 1988 profesor międzynarodowych stosunków gospodarczych w instytucie międzynarodowych stosunków gospodarczych na uniwersytecie w Sztokholmie. W latach 1988–1994 wicedyrektor instytutu, a w latach 1995–1997 jego dyrektor. Od 1993 do 2001 roku przewodniczący Rady Gospodarczej Szwecji. W 1994 założył fachowe pismo ekonomiczne Swedish Economic Policy Review, którego był redaktorem naczelnym (1994–2001). 
W latach 1995–1996 przewodniczący rządowej komisji ds. Unii Gospodarczej i Walutowej (tzw. Komisja Calmforsa), która przeanalizowała potencjalne skutki przystąpienia Szwecji do strefy euro. W 1996 Calmfors przedłożył raport z prac komisji. Komisja stwierdziła, że pomimo korzyści politycznych (wzmocnienie pozycji Szwecji w Unii Europejskiej) i pewnych korzyści gospodarczych płynących z członkostwa w Unii Gospodarczej i Walutowej (np. niższych kosztów transakcji po wyeliminowaniu różnic kursowych, większej konkurencji), utrata narodowej polityki monetarnej pozbawi Szwecję instrumentu walki z nieprzewidzianymi szokami, co w połączeniu z ówczesnym wysokim poziomem bezrobocia i kiepskim stanem finansów publicznych, nie stanowiło wystarczających przesłanek, by przystąpić do strefy euro w 1999. 
W latach 2007–2011 prezydent szwedzkiej Rady Polityki Fiskalnej (szw. finanspolitiska rådet).
Calmfors specjalizuje się w zagadnieniach rynku pracy, bezrobocia, inflacji, polityki monetarnej i fiskalnej.